# Michael Kittner
Michael Kittner (* 7. August 1941 in Breslau) ist ein deutscher Rechtswissenschaftler und Arbeitsrechtler.

## Leben
Kittner studierte von 1960 bis 1964 an der Universität München, absolvierte 1965 bis 1968 das Rechtsreferendariat und wurde 1968 zum Dr. jur. promoviert.
Von 1965 bis 1969 war er in der Abteilung Sozialpolitik beim DGB-Landesbezirk Bayern, von 1970 bis 1972 in der Rechtsabteilung des DGB-Bundesvorstandes tätig.
Er war Professor für Wirtschafts-, Arbeits- und Sozialrecht an der Universität Kassel und daneben fast 25 Jahre lang Justitiar der IG Metall. In dieser Funktion hat er das gesamte Arbeitskampfgeschehen begleitet und maßgeblichen Einfluss auf die rechtspolitische Entwicklung genommen. Er war ferner langjähriger Geschäftsführer der Otto Brenner Stiftung.
Er ist zudem Begründer und Herausgeber der inzwischen seit über 40 Jahren jährlich erscheinenden Textsammlung Arbeits- und Sozialordnung.
Kittner lebt im hessischen Hanau.

## Schriften (Auswahl)
- Arbeitskampf. Geschichte – Recht – Gegenwart. 1. Auflage. C. H. Beck, München 2005, ISBN 3-406-53580-1
- Arbeitsrecht. Handbuch für die Praxis (mit Bertram Zwanziger und Olaf Deinert). 9. Auflage. Bund-Verlag, Frankfurt am Main 2017, ISBN 978-3-7663-6605-4
- BetrVG Betriebsverfassungsgesetz (mit Wolfgang Däubler, Thomas Klebe und Peter Wedde). 16. Auflage. Bund Verlag, Frankfurt am Main 2018, ISBN 978-3-7663-6635-1
- Arbeits- und Sozialordnung. 44. Auflage. Bund Verlag, Frankfurt am Main 2019, ISBN 978-3-7663-6856-0
- Geschichte und Zukunft der Betriebsverfassung (mit Wolfgang Däubler), 2. Auflage. Bund-Verlag, Frankfurt 2022, ISBN 978-3-7663-7273-4
- 50 Urteile – Arbeitsgerichte schreiben Rechtsgeschichte 3. Auflage. Bund-Verlag, Frankfurt 2023, ISBN 978-3-7663-7362-5
- Arbeitsrecht und Geschichte 1. Auflage. Bund-Verlag, Frankfurt 2025, ISBN 978-3-7663-7505-6